# 克里斯蒂安·威甘·图米
克里斯蒂安·威甘·圖米（西班牙語：Christian Wiyghan Tumi；1930年10月15日—2021年4月2日）是喀麥隆籍天主教司鐸級樞機及杜阿拉總教區榮休總主教。

## 生平
克里斯蒂安於1930年10月15日在喀麥隆西北部地區kso klan的小村莊kikaikelaki生。他分於喀麥隆和尼日利亞入讀聖學院。及後，他在尼日利亞和倫敦受訓成為一名教師。隨後又在里昂獲得神學學士和在瑞士夫里堡大學的哲學博士學位。
他於1966年4月17日晉鐸。他曾在Rogan主教書院神學院擔任教授，1969年至1973年出國留學後再任班布伊神學院院長。
他於1980年1月6日晉牧，並獲教宗若望·保祿二世任命為亞瓜教區主教。他於1988年6月28日獲擢升為司鐸級樞機。他於1991年8月31日改任為杜阿拉總教區總主教。他於2009年11月17日榮休，薩穆爾·克萊達接替成為杜阿拉總教區正權總主教。